# 邁施塔勒山

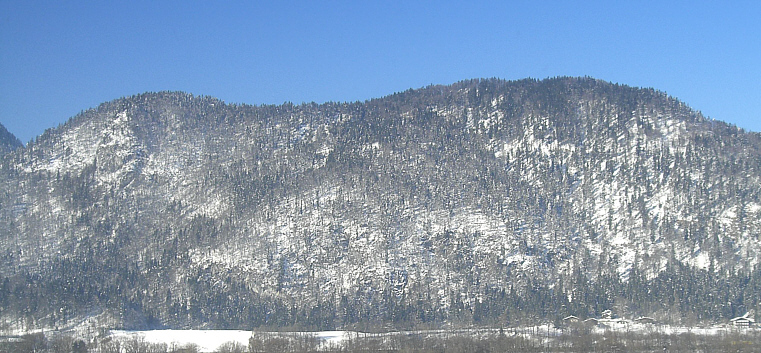

47°35′0″N 12°7′0″E / 47.58333°N 12.11667°E
邁施塔勒山（德語：Maistaller Berg），是奧地利的山峰，位於該國西部，由蒂羅爾州負責管轄，屬於布兰登贝格山的一部分，距離彭德靈山1.1公里，海拔高度998米。